# Nasaruddin Umar

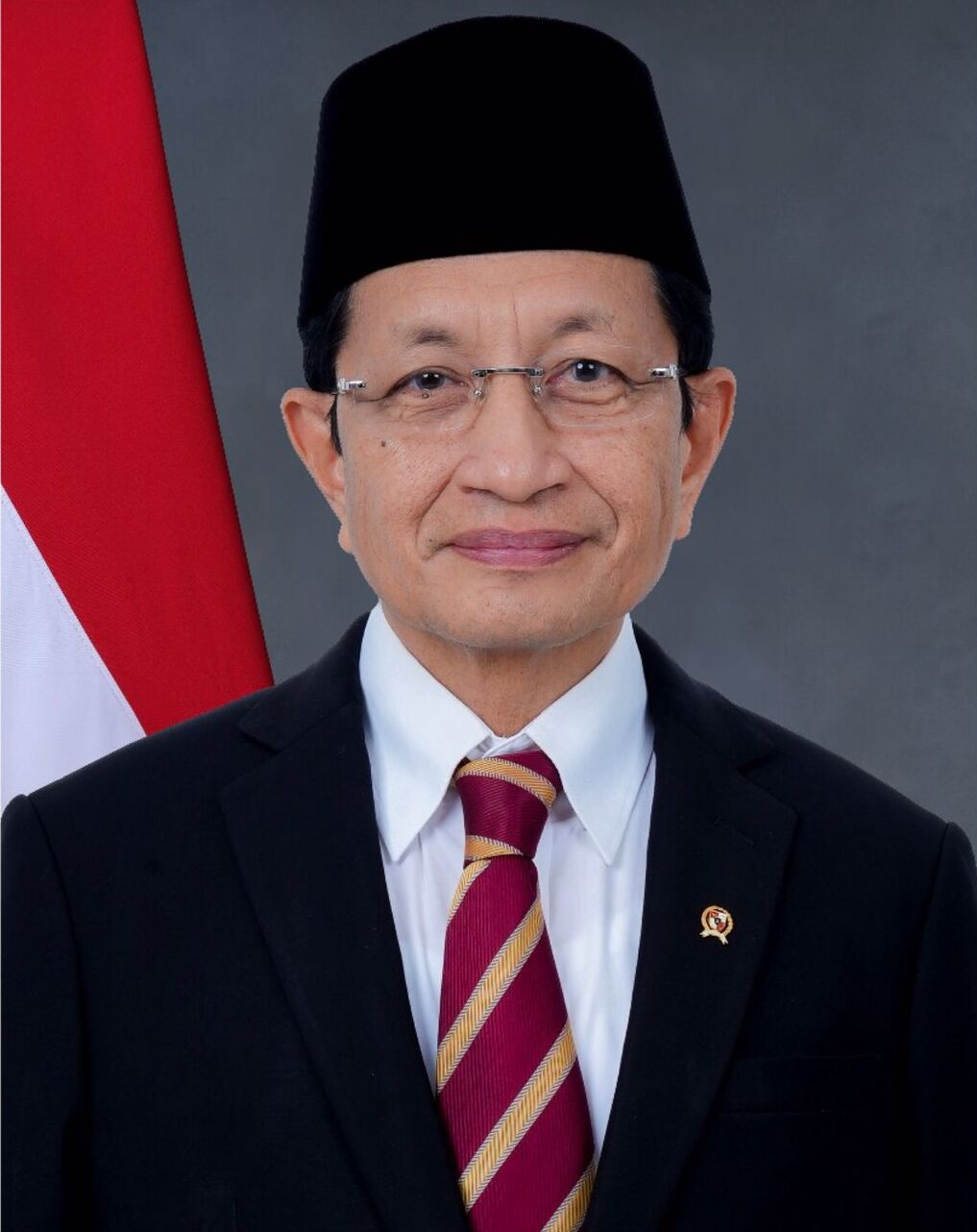
Nasaruddin Umar

Haji Nasaruddin Umar (arabisch نصر الدين عمر; * 23. Juni 1959 in Ujung Bone) ist ein indonesischer islamischer Gelehrter und Hochschulprofessor. Er ist der Präsident des Institute for Advanced Qur’anic Studies; Generalsekretär des Nahdhatul Ulama Consultative Council; Professor an der Theologischen Fakultät an der Syarif Hidayatullah State Islamic University Jakarta und Generaldirektor für islamische Führung des Ministeriums für religiöse Angelegenheiten.
Er war einer der 138 Unterzeichner des offenen Briefes Ein gemeinsames Wort zwischen Uns und Euch (engl. A Common Word Between Us & You), den Persönlichkeiten des Islam an „Führer christlicher Kirchen überall“ (engl. „Leaders of Christian Churches, everywhere …“) sandten (13. Oktober 2007).
2009 wurde er in der Liste der 500 einflussreichsten Muslime des Prince Al-Waleed Bin Talaal Center for Muslim-Christian Understanding der Georgetown University und des Royal Islamic Strategic Studies Centre von Jordanien aufgeführt.